# Wandelroute GR14

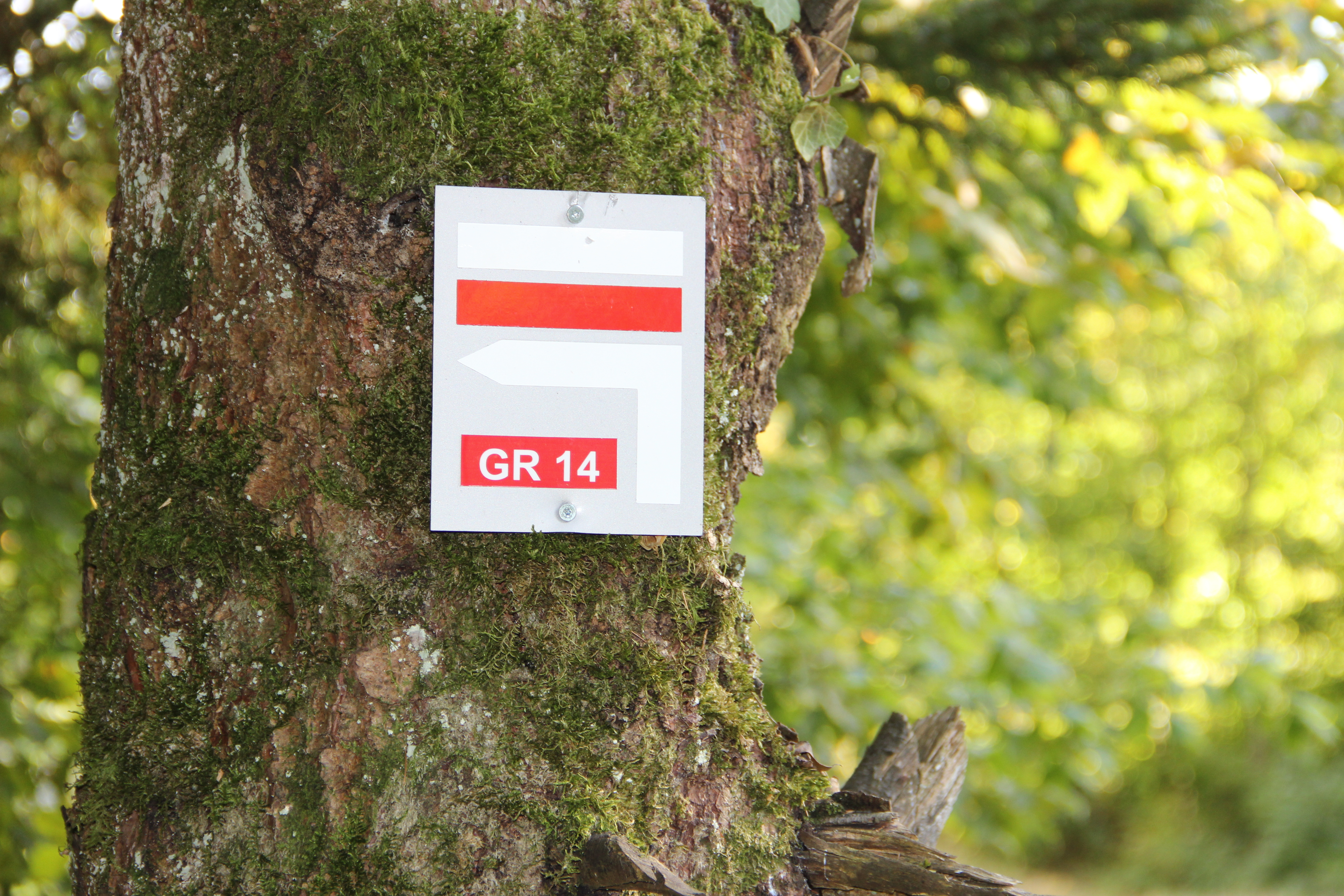

GR14 is een langeafstandswandelpad van Parijs in Frankrijk naar Malmedy in België. Het loopt over een afstand van 800 km achtereensvolgens door de Briestreek (0 - 200 km), de Champagnestreek (200 - 400 km), de Argonne (400 - 600 km) en ten slotte de Westelijke Ardennen in België (600 - 800 km). Het Belgische gedeelte staat dan ook bekend als het Ardennenpad.

## Traject

### Brie
De eerste 50 kilometer verlopen, met de nabijheid van Parijs, uiteraard door sterk verstedelijkt gebied, al wordt er wel zo vaak als mogelijk gebruikgemaakt van de grote bosdomeinen en stadsparken die Parijs en zijn periferie rijk is. Nadien kom je echt in de Briestreek terecht, de streek die vooral bekend is voor zijn zachte schimmelkazen.

### Champagne
Na zo'n 200 kilometer kom je terecht in de Champagnestreek. Het eerste gedeelte van dit stuk wordt gekenmerkt door de bekende wijngaarden. Het tweede deel, in de zogenaamde Champagne Crayeuse, loop je vooral naast jaagpaden.

### Argonne
De Argonne wordt gekenmerkt door bos en je loopt hier dan ook bijna continu door bosrijk gebied. Je wandelt ook door historisch belangrijk gebied; dit was tijdens de Eerste Wereldoorlog  oorlogsgebied.

### Ardennen
Het pad wordt in de Ardennenstreek gekenmerkt door grote bossen met hier en daar een klein dorpje. Je komt ook voorbij enkele mooie Ardennenstadjes zoals Bouillon, Saint-Hubert, La Roche-en-Ardenne, Trois-Ponts en Malmedy. Dit gedeelte loopt voor zowat 75% over onverharde wegen.

## Praktische informatie[2]

### Het Ardennentraject
Voor bijna alle GR-paden in België bestaan topogidsen en ook voor het Belgische gedeelte van GR14 bestaat een topogids. Deze gids bevat een afstandstabel, topografische kaarten, routebeschrijving (enkel Noord naar Zuid!), informatie over openbaar vervoer en overnachtingsmogelijkheden, etc.

### Het Franse traject
In de jaren 1980 waren er een aantal gidsen beschikbaar die je toelieten om het hele traject af te lopen. De situatie is ingewikkelder geworden. Je hebt hier twee mogelijkheden:
- je maakt gebruik van een aantal topografische kaarten, waarop de GR is ingetekend;
- je maakt gebruik van een aantal regionale topogidsen, die naast de beschrijving van een (vaak erg kort deel van de) GR14 nog een hele hoop andere beschrijvingen bevatten.